# Bağçakürd
Bağçakürd è un comune dell'Azerbaigian situato nel distretto di Goranboy. Conta una popolazione di 1 597 abitanti.